# Ouro-Mansour
Ouro-Mansour (ou Ouro-Mansout ou Mamsour) est un village du Cameroun situé dans le département de la Mayo-Tsanaga et la Région de l'Extrême-Nord, à proximité de la frontière avec le Nigeria. Il fait partie de la commune de Mokolo et du canton de Zamai.

## Géographie
Ouro-Mansour se situe à promixité de la réserve forestière de Zamai.

## Démographie
Lors du recensement de 2005 (3e RGPH), Ouro-Mansour compte 1 834 habitants dont 855 hommes et 979 femmes.

## Ethnies
La population y est notamment Foulbé.